# Monte Suecia
Monte Suecia är ett berg i Antarktis. Det ligger i Västantarktis. Argentina, Chile och Storbritannien gör anspråk på området. Toppen på Monte Suecia är 525 meter över havet.
Terrängen runt Monte Suecia är kuperad åt nordväst, men åt sydost är den bergig. Havet är nära Monte Suecia åt nordost. Trakten är glest befolkad. Närmaste befolkade plats är Gonzalez Videla Station, 8,0 kilometer nordost om Monte Suecia.